# Etapa Departamental de Ica 2025
La Etapa Departamental de Ica 2025 es la edición número 58 de la Liga Departamental de Fútbol de Ica. La LIDEFI organiza, controla y administra el desarrollo del torneo, con la supervisión de la Federación Peruana de Fútbol. Es la primera edición donde el campeón, subcampeón y el tercer puesto clasifican a la Etapa Nacional de la Copa Perú 2025.
El nombre del torneo es dedicado a Elías Maco Calderón, quien fue Presidente de la Liga Distrital de Río Grande durante 21 años.

## Sistema de competición
El torneo consta de cuatro fases:
- Grupos: se arman 6 grupos de 2 equipos, los cuales participan en duelos directos: ida y vuelta. La localía se define por la forma en que se clasifica a esta etapa. Los campeones provinciales comienzan la fecha 1 de visita y terminan la fecha 2 de local.
- Cuartos de final: se arman 4 grupos de 2 equipos, conformado por los 6 clubes ganadores y los 2 mejores segundos de la fase anterior, los cuales participan en duelos directos de eliminación: ida y vuelta. No hay distinción entre los clasificados, por lo que entran todos en un mismo sorteo para la definición de enfrentamientos, teniendo en cuenta que no se podrán repetir los mismos enfrentamientos de la fase anterior.
- Semifinales: se arman 2 grupos de 2 equipos, conformado por los 4 ganadores de la fase anterior, los cuales participan en duelos directos de eliminación: ida y vuelta. No hay distinción entre los clasificados, por lo que entran todos en un mismo sorteo para la definición de enfrentamientos.
- Final: se realiza un partido único para definir al Campeón y Subcampeón Departamental, el cual se juega en una cancha neutral.

### Calendario
El calendario de la competición es el siguiente, todos los sorteos se llevan a cabo en la sede de LIDEFI en Ica.
| Fase | Ronda       | Sorteo              | Ida                  | Vuelta                   |
| ---- | ----------- | ------------------- | -------------------- | ------------------------ |
| 1    | Grupos      | 30 de junio de 2025 | 6 de julio de 2025   | 12 y 13 de julio de 2025 |
| 2    | Cuartos     | 14 de julio de 2025 | 20 de julio de 2025  | 27 de julio de 2025      |
| 3    | Semifinales | 30 de julio de 2025 | 3 de agosto de 2025  | 10 de agosto de 2025     |
| 4    | Final       | 30 de julio de 2025 | 17 de agosto de 2025 | 17 de agosto de 2025     |

## Sede
La final se jugará en el estadio José Picasso Peratta de Ica.
| Ica                                   |                      |
| Ciudad                                | Estadio              |
| Ica                                   | José Picasso Peratta |
|                                       |                      |
| 8 000 espectadores                    |                      |
| Final Etapa Departamental de Ica 2025 |                      |

## Equipos participantes

### Equipos por provincia
Los participantes son el campeón y subcampeón de: 
- Liga Provincial de Chincha
- Liga Provincial de Ica
- Liga Provincial de Nazca
- Liga Provincial de Palpa
- Liga Provincial de Pisco
- Liga Provincial de Lucanas (participa por cercanía geográfica)

| Provincia | Pos. | Equipos               | Fecha de clasificación |
| --------- | ---- | --------------------- | ---------------------- |
| Chincha   | 1.º  | Amigos del Barrio     | 22 de junio            |
| Chincha   | 2.º  | Juventud Progreso     | 22 de junio            |
| Ica       | 1.º  | Nacional de La Joya   | 29 de junio            |
| Ica       | 2.º  | Sport Puerto Aéreo    | 29 de junio            |
| Lucanas   | 1.º  | Deportivo Puquio      | 8 de junio             |
| Lucanas   | 2.º  | Juventud Ccontacc     | 14 de junio            |
| Nazca     | 1.º  | Juventud Santa Fe     | 22 de junio            |
| Nazca     | 2.º  | Independiente Cantayo | 22 de junio            |
| Palpa     | 1.º  | Alfonso Ugarte        | 15 de junio            |
| Palpa     | 2.º  | Deportivo ATA         | 22 de junio            |
| Pisco     | 1.º  | Manuel Gonzales Prada | 22 de junio            |
| Pisco     | 2.º  | Alianza Pisco         | 22 de junio            |

## Árbitros
1. Andy Lobos
2. Angel Zevallos
3. Carlos Mendoza
4. Cristian Espinoza
5. Enrique Coronado
6. Eric Crisóstomo
7. Jimmy Muñoz
8. Jorge Chávez
9. Jorge Pineda
10. Pedro Tasayco
11. Pedro Zevallos
12. Renzo Espino

## Fase de grupos
Los 6 Campeones Provinciales son cabeza de grupo, por lo tanto juegan el segundo partido en condición de local.
Criterios de desempate:
1. Mayor Puntaje.
2. Diferencia de goles.
3. El club que acredite más goles a favor.
4. El club que acredite menos goles en contra.
5. En caso de existir la igualdad, el club que acredite más números de partidos ganados.
6. De subsistir la igualdad se efectuará un sorteo.

Leyenda
     — Clasificado a la Fase 2.
     — Clasificado a la Fase 2 como mejor segundo.
     — Eliminado

### Grupo 1
| Equipo         | Pts. | PJ | PG | PE | PP | GF | GC | DG |
| -------------- | ---- | -- | -- | -- | -- | -- | -- | -- |
| Alianza Pisco  | 6    | 2  | 2  | 0  | 0  | 6  | 1  | +5 |
| Alfonso Ugarte | 0    | 2  | 0  | 0  | 2  | 1  | 6  | -5 |

| \| Fecha \| Estadio \| Local \| Resultado \| Visitante \| \| ----------- \| -------------------------------- \| -------------- \| --------- \| -------------- \| \| 6 de julio \| Teobaldo Pinillos Olaechea[n. 1] \| Alianza Pisco \| 2:0 \| Alfonso Ugarte \| \| 12 de julio \| Teobaldo Pinillos Olaechea[n. 1] \| Alfonso Ugarte \| 1:4 \| Alianza Pisco \| |                            |                |           |                |
| Fecha | Estadio                    | Local          | Resultado | Visitante      |
| 6 de julio | Teobaldo Pinillos Olaechea | Alianza Pisco  | 2:0       | Alfonso Ugarte |
| 12 de julio | Teobaldo Pinillos Olaechea | Alfonso Ugarte | 1:4       | Alianza Pisco  |

### Grupo 2
| Equipo            | Pts. | PJ | PG | PE | PP | GF | GC | DG |
| ----------------- | ---- | -- | -- | -- | -- | -- | -- | -- |
| Juventud Ccontacc | 4    | 2  | 1  | 1  | 0  | 2  | 1  | +1 |
| Juventud Santa Fe | 1    | 2  | 0  | 1  | 1  | 1  | 2  | -1 |

| \| Fecha \| Estadio \| Local \| Resultado \| Visitante \| \| ----------- \| ------------------- \| ----------------- \| --------- \| ----------------- \| \| 6 de julio \| Jorge Castro Aguayo \| Juventud Ccontacc \| 1:1 \| Juventud Santa Fe \| \| 12 de julio \| Pedro Huamán Román \| Juventud Santa Fe \| 0:1 \| Juventud Ccontacc \| |                     |                   |           |                   |
| Fecha | Estadio             | Local             | Resultado | Visitante         |
| 6 de julio | Jorge Castro Aguayo | Juventud Ccontacc | 1:1       | Juventud Santa Fe |
| 12 de julio | Pedro Huamán Román  | Juventud Santa Fe | 0:1       | Juventud Ccontacc |

### Grupo 3
| Equipo                | Pts. | PJ | PG | PE | PP | GF | GC | DG |
| --------------------- | ---- | -- | -- | -- | -- | -- | -- | -- |
| Independiente Cantayo | 3    | 2  | 1  | 0  | 1  | 3  | 3  | 0  |
| Nacional de La Joya   | 3    | 2  | 1  | 0  | 1  | 3  | 3  | 0  |

| \| Fecha \| Estadio \| Local \| Resultado \| Visitante \| \| ----------- \| -------------------- \| --------------------- \| ------------ \| --------------------- \| \| 6 de julio \| Pedro Huamán Román \| Independiente Cantayo \| 3:2 \| Nacional de La Joya \| \| 13 de julio \| José Picasso Peratta \| Nacional de La Joya \| 1:0 (3:4 p.) \| Independiente Cantayo \| |                      |                       |              |                       |
| Fecha | Estadio              | Local                 | Resultado    | Visitante             |
| 6 de julio | Pedro Huamán Román   | Independiente Cantayo | 3:2          | Nacional de La Joya   |
| 13 de julio | José Picasso Peratta | Nacional de La Joya   | 1:0 (3:4 p.) | Independiente Cantayo |

### Grupo 4
| Equipo           | Pts. | PJ | PG | PE | PP | GF | GC | DG |
| ---------------- | ---- | -- | -- | -- | -- | -- | -- | -- |
| Deportivo Puquio | 4    | 2  | 1  | 1  | 0  | 5  | 3  | +2 |
| Deportivo ATA    | 1    | 2  | 0  | 1  | 1  | 3  | 5  | -2 |

| \| Fecha \| Estadio \| Local \| Resultado \| Visitante \| \| ----------- \| ------------------- \| ---------------- \| --------- \| ---------------- \| \| 6 de julio \| Julio Luque Tijero \| Deportivo ATA \| 1:3 \| Deportivo Puquio \| \| 13 de julio \| Jorge Castro Aguayo \| Deportivo Puquio \| 2:2 \| Deportivo ATA \| |                     |                  |           |                  |
| Fecha | Estadio             | Local            | Resultado | Visitante        |
| 6 de julio | Julio Luque Tijero  | Deportivo ATA    | 1:3       | Deportivo Puquio |
| 13 de julio | Jorge Castro Aguayo | Deportivo Puquio | 2:2       | Deportivo ATA    |

### Grupo 5
| Equipo             | Pts. | PJ | PG | PE | PP | GF | GC | DG |
| ------------------ | ---- | -- | -- | -- | -- | -- | -- | -- |
| Sport Puerto Aéreo | 4    | 2  | 1  | 1  | 0  | 3  | 1  | +2 |
| Amigos del Barrio  | 1    | 2  | 0  | 1  | 1  | 1  | 3  | -2 |

| \| Fecha \| Estadio \| Local \| Resultado \| Visitante \| \| ----------- \| --------------------- \| ------------------ \| --------- \| ------------------ \| \| 6 de julio \| José Picasso Peratta \| Sport Puerto Aéreo \| 1:1 \| Amigos del Barrio \| \| 13 de julio \| Santos Nagaro Bianchi \| Amigos del Barrio \| 0:2 \| Sport Puerto Aéreo \| |                       |                    |           |                    |
| Fecha | Estadio               | Local              | Resultado | Visitante          |
| 6 de julio | José Picasso Peratta  | Sport Puerto Aéreo | 1:1       | Amigos del Barrio  |
| 13 de julio | Santos Nagaro Bianchi | Amigos del Barrio  | 0:2       | Sport Puerto Aéreo |

### Grupo 6
| Equipo                | Pts. | PJ | PG | PE | PP | GF | GC | DG |
| --------------------- | ---- | -- | -- | -- | -- | -- | -- | -- |
| Manuel Gonzales Prada | 4    | 2  | 1  | 1  | 0  | +3 | 0  | +3 |
| Juventud Progreso     | 1    | 2  | 0  | 1  | 1  | 0  | -3 | -3 |

| \| Fecha \| Estadio \| Local \| Resultado \| Visitante \| \| ----------- \| -------------------------- \| --------------------- \| --------------- \| --------------------- \| \| 6 de julio \| Municipal de Grocio Prado \| Juventud Progreso \| 0:0 \| Manuel Gonzales Prada \| \| 13 de julio \| Teobaldo Pinillos Olaechea \| Manuel Gonzales Prada \| 3:0(w.o.)[n. 2] \| Juventud Progreso \| |                            |                       |           |                       |
| Fecha | Estadio                    | Local                 | Resultado | Visitante             |
| 6 de julio | Municipal de Grocio Prado  | Juventud Progreso     | 0:0       | Manuel Gonzales Prada |
| 13 de julio | Teobaldo Pinillos Olaechea | Manuel Gonzales Prada | 3:0(w.o.) | Juventud Progreso     |

## Fases finales
Las fases finales estarán compuestas por tres etapas: cuartos de final, semifinales y final. Se disputarán por eliminación directa, en partidos de ida y vuelta con excepción de la final que se jugará a partido único. En caso de ser necesario, el desempate se definirá directamente mediante la vía de penales.

### Cuadro de desarrollo
|  | Cuartos de final                       | Cuartos de final                       | Cuartos de final                       | Cuartos de final                       |   |                    | Semifinales                             | Semifinales                             | Semifinales                             | Semifinales                             |  |               | Final        | Final        |  |
|  | 20 de julio (ida) 27 de julio (vuelta) | 20 de julio (ida) 27 de julio (vuelta) | 20 de julio (ida) 27 de julio (vuelta) | 20 de julio (ida) 27 de julio (vuelta) |   |                    | 3 de agosto (ida) 10 de agosto (vuelta) | 3 de agosto (ida) 10 de agosto (vuelta) | 3 de agosto (ida) 10 de agosto (vuelta) | 3 de agosto (ida) 10 de agosto (vuelta) |  |               | 17 de agosto | 17 de agosto |  |
|  |                                        |                                        |                                        |                                        |   |                    |                                         |                                         |                                         |                                         |  |               |              |              |  |
|  |                                        |                                        |                                        |                                        |   |                    |                                         |                                         |                                         |                                         |  |               |              |              |  |
|  | Alianza Pisco                          | 1                                      | 2                                      | 3                                      |   |                    |                                         |                                         |                                         |                                         |  |               |              |              |  |
|  | Alianza Pisco                          | 1                                      | 2                                      | 3                                      |   |                    |                                         |                                         |                                         |                                         |  |               |              |              |  |
|  | Nacional de La Joya                    | 1                                      | 1                                      | 2                                      |   |                    |                                         |                                         |                                         |                                         |  |               |              |              |  |
|  | Nacional de La Joya                    | 1                                      | 1                                      | 2                                      |   | Alianza Pisco      | 1                                       | 2                                       | 3                                       |                                         |  |               |              |              |  |
|  |                                        |                                        |                                        |                                        |   | Alianza Pisco      | 1                                       | 2                                       | 3                                       |                                         |  |               |              |              |  |
|  |                                        |                                        | Independiente Cantayo                  | 1                                      | 0 | 1                  |                                         |                                         |                                         |                                         |  |               |              |              |  |
|  | Independiente Cantayo                  | 1                                      | Independiente Cantayo                  | 1                                      | 0 | 1                  | 1                                       | 2 (6)                                   |                                         |                                         |  |               |              |              |  |
|  | Independiente Cantayo                  | 1                                      |                                        |                                        |   |                    |                                         |                                         |                                         |                                         |  |               |              |              |  |
|  | Juventud Santa Fe                      | 1                                      | 1                                      | 2 (5)                                  |   |                    |                                         |                                         |                                         |                                         |  |               |              |              |  |
|  | Juventud Santa Fe                      | 1                                      | 1                                      | 2 (5)                                  |   |                    |                                         |                                         |                                         |                                         |  | Alianza Pisco | 1            |              |  |
|  |                                        |                                        |                                        |                                        |   |                    |                                         |                                         |                                         |                                         |  | Alianza Pisco | 1            |              |  |
|  |                                        |                                        | Juventud Ccontacc                      | 0                                      |   |                    |                                         |                                         |                                         |                                         |  |               |              |              |  |
|  | Sport Puerto Aéreo                     | 2                                      | Juventud Ccontacc                      | 0                                      | 1 | 3 (4)              |                                         |                                         |                                         |                                         |  |               |              |              |  |
|  | Sport Puerto Aéreo                     | 2                                      |                                        |                                        |   |                    |                                         |                                         |                                         |                                         |  |               |              |              |  |
|  | Deportivo Puquio                       | 1                                      | 2                                      | 3 (2)                                  |   |                    |                                         |                                         |                                         |                                         |  |               |              |              |  |
|  | Deportivo Puquio                       | 1                                      | 2                                      | 3 (2)                                  |   | Sport Puerto Aéreo | 1                                       | 0                                       | 1                                       |                                         |  |               |              |              |  |
|  |                                        |                                        |                                        |                                        |   | Sport Puerto Aéreo | 1                                       | 0                                       | 1                                       |                                         |  |               |              |              |  |
|  |                                        |                                        | Juventud Ccontacc                      | 0                                      | 3 | 3                  |                                         |                                         |                                         |                                         |  |               |              |              |  |
|  | Juventud Ccontacc                      | 1                                      | Juventud Ccontacc                      | 0                                      | 3 | 3                  | 2                                       | 3                                       |                                         |                                         |  |               |              |              |  |
|  | Juventud Ccontacc                      | 1                                      |                                        |                                        |   |                    |                                         |                                         |                                         |                                         |  |               |              |              |  |
|  | Manuel Gonzales Prada                  | 1                                      | 1                                      | 2                                      |   |                    |                                         |                                         |                                         |                                         |  |               |              |              |  |
|  | Manuel Gonzales Prada                  | 1                                      | 1                                      | 2                                      |   |                    |                                         |                                         |                                         |                                         |  |               |              |              |  |
|  |                                        |                                        |                                        |                                        |   |                    |                                         |                                         |                                         |                                         |  |               |              |              |  |

Nota: En las series de cuartos de final, el equipo que ocupa la primera línea es el que definió como local.

### Cuartos de final
El sorteo de los grupos se realizó el 14 de julio. 

#### Grupo 1
| Ida; 20 de julio | Juventud Santa Fe | 1:1 (0:1) | Independiente Cantayo | Pedro Huamán Román, Nazca                             |                                                       |
| 15:20            | Guadalupe 90+3'   | Reporte   | 37' Baca              | Asistencia: 991 espectadores Árbitro(s): Jorge Chávez | Asistencia: 991 espectadores Árbitro(s): Jorge Chávez |

| Vuelta; 27 de julio                                                | Independiente Cantayo                                  | 1:1 (1:1) (6:5 p.)         | Juventud Santa Fe                                                 | Manuel Antonio Elías, Vista Alegre |                         |
| 14:50                                                              | Tubillas 39'                                           | Reporte                    | 13' (pen.) A. Palacios                                            | Árbitro(s): Jimmy Muñoz            | Árbitro(s): Jimmy Muñoz |
|                                                                    |                                                        | Tiros desde el punto penal |                                                                   |                                    |                         |
|                                                                    | - Romero - Curotto - Baca - Guevara - Gómez - Gallardo |                            | - A. Palacios - Torres - Martínez - C. Palacios - Medina - Anyosa |                                    |                         |
| Juventud Santa Fe fue el primero en patear en la tanda de penales. |                                                        |                            |                                                                   |                                    |                         |

#### Grupo 2
| Ida; 20 de julio | Deportivo Puquio | 1:2 (1:1) | Sport Puerto Aéreo           | Jorge Castro Aguayo, Puquio                             |                                                         |
| 15:20            | Zevallos 32'     | Reporte   | - 44' Orellana - 66' Vidales | Asistencia: 743 espectadores Árbitro(s): Pedro Zevallos | Asistencia: 743 espectadores Árbitro(s): Pedro Zevallos |

| Vuelta; 27 de julio                                                 | Sport Puerto Aéreo                                | 1:2 (0:1) (4:2 p.)         | Deportivo Puquio                   | Fernando Cevasco Villagarcía, La Tinguiña |                              |
| 14:50                                                               | Osorio 82'                                        | Reporte                    | - 44' Chistama - 66' Ormeño        | Árbitro(s): Enrique Coronado              | Árbitro(s): Enrique Coronado |
|                                                                     |                                                   | Tiros desde el punto penal |                                    |                                           |                              |
|                                                                     | - Pelezuelos - Anyosa - Osorio - Herrera - Flores |                            | - Román - Navarro - Ñañez - Lévano |                                           |                              |
| Sport Puerto Aéreo fue el primero en patear en la tanda de penales. |                                                   |                            |                                    |                                           |                              |

#### Grupo 3
| Ida; 20 de julio | Nacional de La Joya | 1:1 (1:1) | Alianza Pisco | José Picasso Peratta, Ica                                |                                                          |
| 15:20            | Galindo 34' (pen.)  | Reporte   | 2' Ormeño     | Asistencia: 1 591 espectadores Árbitro(s): Pedro Tasayco | Asistencia: 1 591 espectadores Árbitro(s): Pedro Tasayco |

| Vuelta; 27 de julio | Alianza Pisco             | 2:1 (1:1) | Nacional de La Joya | Teobaldo Pinillos Olaechea, Pisco |                        |
| 14:50               | - Morán 43' - Aguirre 68' | Reporte   | 4' Cumpen           | Árbitro(s): Andy Lobos            | Árbitro(s): Andy Lobos |

#### Grupo 4
| Ida; 20 de julio | Manuel Gonzales Prada | 1:1 (0:1) | Juventud Ccontacc | Teobaldo Pinillos Olaechea, Pisco                      |                                                        |
| 15:20            | Guevara 50'           | Reporte   | 38' Ayona         | Asistencia: 1 157 espectadores Árbitro(s): Jimmy Muñoz | Asistencia: 1 157 espectadores Árbitro(s): Jimmy Muñoz |

| Vuelta; 27 de julio | Juventud Ccontacc            | 2:1 (1:0) | Manuel Gonzales Prada | Jorge Castro Aguayo, Puquio |                             |
| 14:50               | - Lobo 45+14' - A. Cairo 76' | Reporte   | 53' Condori           | Árbitro(s): Eric Crisóstomo | Árbitro(s): Eric Crisóstomo |

### Semifinales
El sorteo de los grupos se realizó el 30 de julio.

#### Grupo 1
| Ida; 3 de agosto | Independiente Cantayo | 1:1 (0:0) | Alianza Pisco | Pedro Huamán Román, Nazca                               |                                                         |
| 15:20            | Escudero 81'          | Reporte   | 55' Morán     | Asistencia: 1 176 espectadores Árbitro(s): Jorge Chávez | Asistencia: 1 176 espectadores Árbitro(s): Jorge Chávez |

| Vuelta; 10 de agosto | Alianza Pisco                   | 2:0 (2:0) | Independiente Cantayo | Teobaldo Pinillos Olaechea, Pisco                          |                                                            |
| 14:50                | - Ormeño 16' (pen.) - Morán 38' | Reporte   |                       | Asistencia: 2 367 espectadores Árbitro(s): Eric Crisóstomo | Asistencia: 2 367 espectadores Árbitro(s): Eric Crisóstomo |

#### Grupo 2
| Ida; 3 de agosto | Juventud Ccontacc | 0:1 (0:1) | Sport Puerto Aéreo | Jorge Castro Aguayo, Puquio                                    |                                                                |
| 15:20            |                   | Reporte   | 7' Orellana        | Asistencia: 1 011 espectadores Árbitro(s): Cristian Hinostroza | Asistencia: 1 011 espectadores Árbitro(s): Cristian Hinostroza |

| Vuelta; 10 de agosto | Sport Puerto Aéreo | 0:3 (0:0) | Juventud Ccontacc                  | José Picasso Peratta, Ica                             |                                                       |
| 14:50                |                    | Reporte   | - 56', 88' D. Cairo - 90+1' Valvas | Asistencia: 1 421 espectadores Árbitro(s): Andy Lobos | Asistencia: 1 421 espectadores Árbitro(s): Andy Lobos |

### Tercer puesto
| 17 de agosto | Independiente Cantayo | 1:2 (0:1) | Sport Puerto Aéreo        | José Picasso Peratta, Ica                                 |                                                           |
| 12:20        | Baca 72'              | Reporte   | - 3' Anyosa - 57' Herrera | Asistencia: 1 808 espectadores Árbitro(s): Pedro Zevallos | Asistencia: 1 808 espectadores Árbitro(s): Pedro Zevallos |

### Final
| 17 de agosto | Alianza Pisco | 1:0 (0:0) | Juventud Ccontacc | José Picasso Peratta, Ica                                  |                                                            |
| 14:50        | Morán 62'     | Reporte   |                   | Asistencia: 1 808 espectadores Árbitro(s): Eric Crisóstomo | Asistencia: 1 808 espectadores Árbitro(s): Eric Crisóstomo |

| 1     | POR   | Gustavo Tello      |     |
| 24    | DEF   | Alexander Uribe    |     |
| 3     | DEF   | Harold Huarhua     |     |
| 5     | DEF   | Félix Arguedas     |     |
| 4     | DEF   | Mijael Raymundez   |     |
| 6     | MED   | Jairo Vega         |     |
| 8     | MED   | Raúl Neira         |     |
| 7     | MED   | Ever Chávez        |     |
| 17    | DEL   | Klinsman Advíncula |     |
| 21    | DEL   | Luis Falcón        | 75' |
| 9     | DEL   | Ricardo Morán      |     |
| D. T. | D. T. | Edson Gamboa       |     |

| 1     | POR   | Harold Salazar    |     |
| 17    | DEF   | Tristán Lobo      |     |
| 2     | DEF   | Brian Espinoza    |     |
| 4     | DEF   | Joseph Vilca      |     |
| 22    | DEF   | Jorge Aguado      |     |
| 11    | MED   | Franco Guerra     | 79' |
| 10    | MED   | Víctor Ayona      |     |
| 6     | MED   | César Ramírez     |     |
| 20    | MED   | Adriano Silva     |     |
| 16    | DEL   | Alejandro Cairo   |     |
| 9     | DEL   | Gianfranco Valvas | 45' |
| D. T. | D. T. | Marcos Martínez   |     |

| 13 | DEL | Jeremy Arias | 75' |

| 7  | DEL | Aarón Gonzales  | 45' |
| 18 | MED | Jordan Gonzales | 79' |

| 62' | Ricardo Morán | 1:0 |

| 32' · 36' | Jairo Vega Alexander Uribe |

| 31' · 71' · 72' | Víctor Ayona Aarón Gonzales César Ramírez |

| 36' | Alexander Uribe |

| Principal  | Erick Crisóstomo |
| Asistentes | Jorge Ramírez    |
|            | Gloria Huamaní   |
| Cuarto     | Soledad Ecos     |

| 1     | POR   | Gustavo Tello      |     |
| 24    | DEF   | Alexander Uribe    |     |
| 3     | DEF   | Harold Huarhua     |     |
| 5     | DEF   | Félix Arguedas     |     |
| 4     | DEF   | Mijael Raymundez   |     |
| 6     | MED   | Jairo Vega         |     |
| 8     | MED   | Raúl Neira         |     |
| 7     | MED   | Ever Chávez        |     |
| 17    | DEL   | Klinsman Advíncula |     |
| 21    | DEL   | Luis Falcón        | 75' |
| 9     | DEL   | Ricardo Morán      |     |
| D. T. | D. T. | Edson Gamboa       |     |

| 1     | POR   | Harold Salazar    |     |
| 17    | DEF   | Tristán Lobo      |     |
| 2     | DEF   | Brian Espinoza    |     |
| 4     | DEF   | Joseph Vilca      |     |
| 22    | DEF   | Jorge Aguado      |     |
| 11    | MED   | Franco Guerra     | 79' |
| 10    | MED   | Víctor Ayona      |     |
| 6     | MED   | César Ramírez     |     |
| 20    | MED   | Adriano Silva     |     |
| 16    | DEL   | Alejandro Cairo   |     |
| 9     | DEL   | Gianfranco Valvas | 45' |
| D. T. | D. T. | Marcos Martínez   |     |

| 13 | DEL | Jeremy Arias | 75' |

| 7  | DEL | Aarón Gonzales  | 45' |
| 18 | MED | Jordan Gonzales | 79' |

| 62' | Ricardo Morán | 1:0 |

| 32' · 36' | Jairo Vega Alexander Uribe |

| 31' · 71' · 72' | Víctor Ayona Aarón Gonzales César Ramírez |

| 36' | Alexander Uribe |

| Principal  | Erick Crisóstomo |
| Asistentes | Jorge Ramírez    |
|            | Gloria Huamaní   |
| Cuarto     | Soledad Ecos     |

| 1     | POR   | Gustavo Tello      |     |
| 24    | DEF   | Alexander Uribe    |     |
| 3     | DEF   | Harold Huarhua     |     |
| 5     | DEF   | Félix Arguedas     |     |
| 4     | DEF   | Mijael Raymundez   |     |
| 6     | MED   | Jairo Vega         |     |
| 8     | MED   | Raúl Neira         |     |
| 7     | MED   | Ever Chávez        |     |
| 17    | DEL   | Klinsman Advíncula |     |
| 21    | DEL   | Luis Falcón        | 75' |
| 9     | DEL   | Ricardo Morán      |     |
| D. T. | D. T. | Edson Gamboa       |     |

| 1     | POR   | Harold Salazar    |     |
| 17    | DEF   | Tristán Lobo      |     |
| 2     | DEF   | Brian Espinoza    |     |
| 4     | DEF   | Joseph Vilca      |     |
| 22    | DEF   | Jorge Aguado      |     |
| 11    | MED   | Franco Guerra     | 79' |
| 10    | MED   | Víctor Ayona      |     |
| 6     | MED   | César Ramírez     |     |
| 20    | MED   | Adriano Silva     |     |
| 16    | DEL   | Alejandro Cairo   |     |
| 9     | DEL   | Gianfranco Valvas | 45' |
| D. T. | D. T. | Marcos Martínez   |     |

| 13 | DEL | Jeremy Arias | 75' |

| 7  | DEL | Aarón Gonzales  | 45' |
| 18 | MED | Jordan Gonzales | 79' |

| 62' | Ricardo Morán | 1:0 |

| 32' · 36' | Jairo Vega Alexander Uribe |

| 31' · 71' · 72' | Víctor Ayona Aarón Gonzales César Ramírez |

| 36' | Alexander Uribe |

| Principal  | Erick Crisóstomo |
| Asistentes | Jorge Ramírez    |
|            | Gloria Huamaní   |
| Cuarto     | Soledad Ecos     |

| 1     | POR   | Gustavo Tello      |     |
| 24    | DEF   | Alexander Uribe    |     |
| 3     | DEF   | Harold Huarhua     |     |
| 5     | DEF   | Félix Arguedas     |     |
| 4     | DEF   | Mijael Raymundez   |     |
| 6     | MED   | Jairo Vega         |     |
| 8     | MED   | Raúl Neira         |     |
| 7     | MED   | Ever Chávez        |     |
| 17    | DEL   | Klinsman Advíncula |     |
| 21    | DEL   | Luis Falcón        | 75' |
| 9     | DEL   | Ricardo Morán      |     |
| D. T. | D. T. | Edson Gamboa       |     |

| 1     | POR   | Harold Salazar    |     |
| 17    | DEF   | Tristán Lobo      |     |
| 2     | DEF   | Brian Espinoza    |     |
| 4     | DEF   | Joseph Vilca      |     |
| 22    | DEF   | Jorge Aguado      |     |
| 11    | MED   | Franco Guerra     | 79' |
| 10    | MED   | Víctor Ayona      |     |
| 6     | MED   | César Ramírez     |     |
| 20    | MED   | Adriano Silva     |     |
| 16    | DEL   | Alejandro Cairo   |     |
| 9     | DEL   | Gianfranco Valvas | 45' |
| D. T. | D. T. | Marcos Martínez   |     |

| 13 | DEL | Jeremy Arias | 75' |

| 7  | DEL | Aarón Gonzales  | 45' |
| 18 | MED | Jordan Gonzales | 79' |

| 62' | Ricardo Morán | 1:0 |

| 32' · 36' | Jairo Vega Alexander Uribe |

| 31' · 71' · 72' | Víctor Ayona Aarón Gonzales César Ramírez |

| 36' | Alexander Uribe |

| Principal  | Erick Crisóstomo |
| Asistentes | Jorge Ramírez    |
|            | Gloria Huamaní   |
| Cuarto     | Soledad Ecos     |

|                                                        |
| Campeón Departamental de Ica Alianza Pisco 2.do título |

## Estadísticas
| \| Ricardo Morán \| Alianza Pisco \| 6 \| 7 \| \| Jhon Baca \| Ind. Cantayo \| 4 \| 7 \| \| Renzo Galindo \| Nac. de La Joya \| 3 \| 4 \| \| Leonel Ormeño \| Alianza Pisco \| 2 \| 7 \| \| Klinsman Advíncula \| Alianza Pisco \| 2 \| 7 \| \| Alexander Cairo \| Juventud Ccontacc \| 2 \| 7 \| \| Pedro Bautista \| Deportivo Puquio \| 2 \| 4 \| \| Actualizado el 18 de agosto de 2025. Fuente: ATV Deportes Ica \| \| \| \| |                   |       |       |
| Jugador | Equipo            | Goles | Part. |
| Ricardo Morán | Alianza Pisco     | 6     | 7     |
| Jhon Baca | Ind. Cantayo      | 4     | 7     |
| Renzo Galindo | Nac. de La Joya   | 3     | 4     |
| Leonel Ormeño | Alianza Pisco     | 2     | 7     |
| Klinsman Advíncula | Alianza Pisco     | 2     | 7     |
| Alexander Cairo | Juventud Ccontacc | 2     | 7     |
| Pedro Bautista | Deportivo Puquio  | 2     | 4     |
| Actualizado el 18 de agosto de 2025. Fuente: ATV Deportes Ica |                   |       |       |